# 梁圭史
梁 圭史（リャン・キュサ、량규사、1978年6月3日 - ）は、岡山県倉敷市出身で朝鮮籍の元サッカー選手、サッカー指導者。選手時代のポジションはFW。

## 来歴
在日朝鮮蹴球団在籍時に朝鮮代表に選出され、アジアカップ予選で活躍。2000年6月にヴェルディ川崎 (現：東京ヴェルディ1969) に移籍した。翌2001年には韓国の蔚山現代FCに移籍。Kリーグで初めての朝鮮籍選手となった。
ザスパ草津 (現：ザスパクサツ群馬) 退団後は一線から退いていたが、故郷の岡山県サッカー協会からの要請に応じてファジアーノ岡山FCで2005年に現役復帰。2年間エースとして活躍した。
引退後の2007年からは同クラブのトップチームのコーチを務め、2011年からは新設されたU-18の初代監督に就任。2020年からは再度トップチームのコーチを務める。

## 所属クラブ
- 倉敷朝鮮初中級学校
- 1994年 - 1997年 広島朝鮮初中高級学校高級部 [2]
- 1997年 在日朝鮮蹴球団 [2]
- 2000年6月 - 同年12月 ヴェルディ川崎 [2]
- 2001年  蔚山現代FC [2]
- 2002年 - 2003年 ザスパ草津 [2]
- 2005年 - 2006年 ファジアーノ岡山FC [2]

## 個人成績
| 国内大会個人成績 | 国内大会個人成績 | 国内大会個人成績 | 国内大会個人成績 | 国内大会個人成績                       | 国内大会個人成績 | 国内大会個人成績 | 国内大会個人成績  | 国内大会個人成績 | 国内大会個人成績 | 国内大会個人成績 | 国内大会個人成績 |
| 年度             | クラブ           | 背番号           | リーグ           | リーグ戦                               | リーグ戦         | リーグ杯         | リーグ杯          | オープン杯       | オープン杯       | 期間通算         | 期間通算         |
| 年度             | クラブ           | 背番号           | リーグ           | 出場                                   | 得点             | 出場             | 得点              | 出場             | 得点             | 出場             | 得点             |
| 日本             | 日本             | 日本             | 日本             | リーグ戦                               | リーグ戦         | リーグ杯         | リーグ杯          | 天皇杯           | 天皇杯           | 期間通算         | 期間通算         |
| ---------------- | ---------------- | ---------------- | ---------------- | -------------------------------------- | ---------------- | ---------------- | ----------------- | ---------------- | ---------------- | ---------------- | ---------------- |
| 2000             | V川崎            | 36               | J1               | 0                                      | 0                | 2                | 0                 |                  |                  |                  |                  |
| 韓国             | 韓国             | 韓国             | 韓国             | リーグ戦                               | リーグ戦         | リーグ杯         | リーグ杯          | FA杯             | FA杯             | 期間通算         | 期間通算         |
| 2001             | 蔚山             | 44               | Kリーグ          |                                        |                  |                  |                   |                  |                  |                  |                  |
| 日本             | 日本             | 日本             | 日本             | リーグ戦                               | リーグ戦         | リーグ杯         | リーグ杯          | 天皇杯           | 天皇杯           | 期間通算         | 期間通算         |
| 2002             | 草津             |                  | 群馬県2部        |                                        |                  | -                | -                 |                  |                  |                  |                  |
| 2003             | 草津             |                  | 関東2部          |                                        |                  | -                | -                 |                  |                  |                  |                  |
| 2005             | 岡山             | 9                | 中国             |                                        |                  | -                | -                 |                  |                  |                  |                  |
| 2006             | 岡山             | 9                | 中国             |                                        |                  | -                | -                 |                  |                  |                  |                  |
| 通算             | 日本             | 日本             | J1               | 0                                      | 0                | 2                | 0\|\|\|\|\|\|\|\| |                  |                  |                  |                  |
| 通算             | 韓国             | 韓国             | KLC              | \|\|\|\|colspan="2"\|-\|\|\|\|\|\|\|\| |                  |                  |                   |                  |                  |                  |                  |
| 総通算           | 総通算           | 総通算           | 総通算           | \|\|\|\|\|\|\|\|\|\|\|\|\|\|           |                  |                  |                   |                  |                  |                  |                  |

## 代表歴
- AFCアジアカップ2000 (予選) 出場

### 試合数
- 国際Aマッチ 3試合 3得点（2000年）[3]

| 北朝鮮代表 | 国際Aマッチ | 国際Aマッチ |
| 年         | 出場        | 得点        |
| ---------- | ----------- | ----------- |
| 2000       | 3           | 3           |
| 通算       | 3           | 3           |

## 指導歴
- 2007年 - ファジアーノ岡山FC
  - 2007年 - 2010年 トップチーム コーチ [2]
  - 2011年 - 2013年 U-18ユース監督 [2]
  - 2014年 - 2015年 強化担当
  - 2016年 育成担当
  - 2017年 - 2019年 ヘッドオブコーチング
  - 2020年 - 2022年 トップチーム コーチ[1]
  - 2023年 - U-18監督/ヘッドオブメソッド